# The Road to Yesterday (film 1914)
The Road to Yesterday è un cortometraggio muto del 1914 diretto da Lawrence Marston.

## Produzione
Il film fu co-prodotto dalla  Klaw & Erlanger e dalla Biograph Company.

## Distribuzione
Distribuito dalla General Film Company, il film - un cortometraggio in tre bobine - uscì nelle sale cinematografiche statunitensi  nell'ottobre 1914. Copia della pellicola è conservata in un positivo 16 mm.